# Korsberga (Småland)
Korsberga is een plaats in de gemeente Vetlanda in het landschap Småland en de provincie Jönköpings län in Zweden. De plaats heeft 731 inwoners (2005) en een oppervlakte van 119 hectare.

## Verkeer en vervoer
Bij de plaats lopen de Riksväg 28 en Riksväg 31.